# ソフト・マシーン
ソフト・マシーン（Soft Machine）は、イングランド出身のプログレッシヴ・ジャズロック・バンド。
「ワイルド・フラワーズ」を始祖とし、同じ枝分かれた「キャラヴァン」と共にカンタベリー・ミュージックの礎を築いたグループとして知られる。メンバーの出入りに伴い、サイケ→プログレ→ジャズ→フュージョンへと音楽性も多様に変化していった。

## 概要・略歴

### バンド結成までの経緯

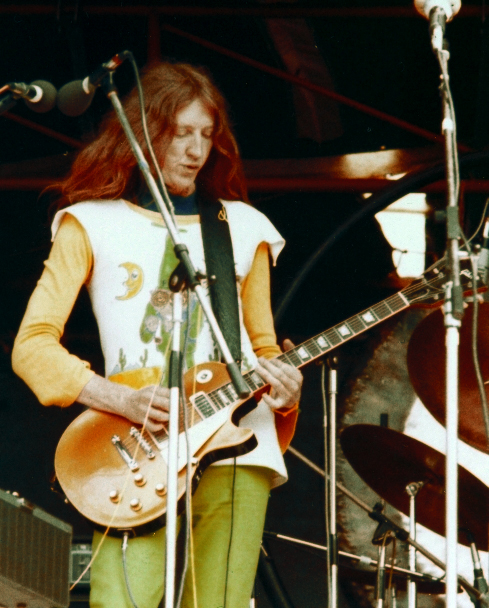
デヴィッド・アレン(G) 1974年

オーストラリア出身のヒッピー、デヴィッド・アレンは、放浪先のパリでビート文学の巨匠、ウィリアム・バロウズと出会う。バロウズとラジオの仕事などを行っていた時、ブリストル生まれのロバート・ワイアットと出会う。アレンはロンドン滞在時にワイアットの母の営む下宿に住んだりもしており、学生時代からの知り合いでオックスフォード大学在学中だったカンタベリー生まれのマイク・ラトリッジも加わり、一つのサークルが形成されていく。この頃にアレンとワイアットに加え、ワイアットやラトリッジと学生時代から交流のあったブライアン・ホッパーの弟、ヒュー・ホッパーとトリオを組んでライブを行ったこともあった。
トリオが短期で終了した後、アレンはヨーロッパ各地を巡り歩き、その中でケヴィン・エアーズや後に伴侶ともなるジリ・スマイスとの交流を深めていく。そのエアーズは1964年にホッパー兄弟、ワイアットと共に「ワイルド・フラワーズ」というバンドを結成し、カンタベリーを本拠に活動した。
そして1966年の夏、カンタベリーに戻ったアレン(ベース、ボーカル)は、ワイルド・フラワーズを脱退したエアーズ(リズム・ギター、ボーカル)とワイアット(ドラム、ボーカル)、ラリー・ナウリン(ギター)の4人でミスター・ヘッドというバンドを結成。そしてラトリッジが合流した後にバンド名を変更することになり、ラトリッジがパリのバロウズに電話をかけ直接使用許可を得てつけたその名は、「ソフト・マシーン」。バロウズの著書に同名のタイトルがあり、ソフト・マシーン（柔らかな機械）とは女性型アンドロイドのことを指していると思われる。ラトリッジはこれにインスパイアされたらしい。なお、ナウリンは最初期に行われた数回のギグで脱退した。

### サイケデリック・ロック期（1966年 - 1969年）

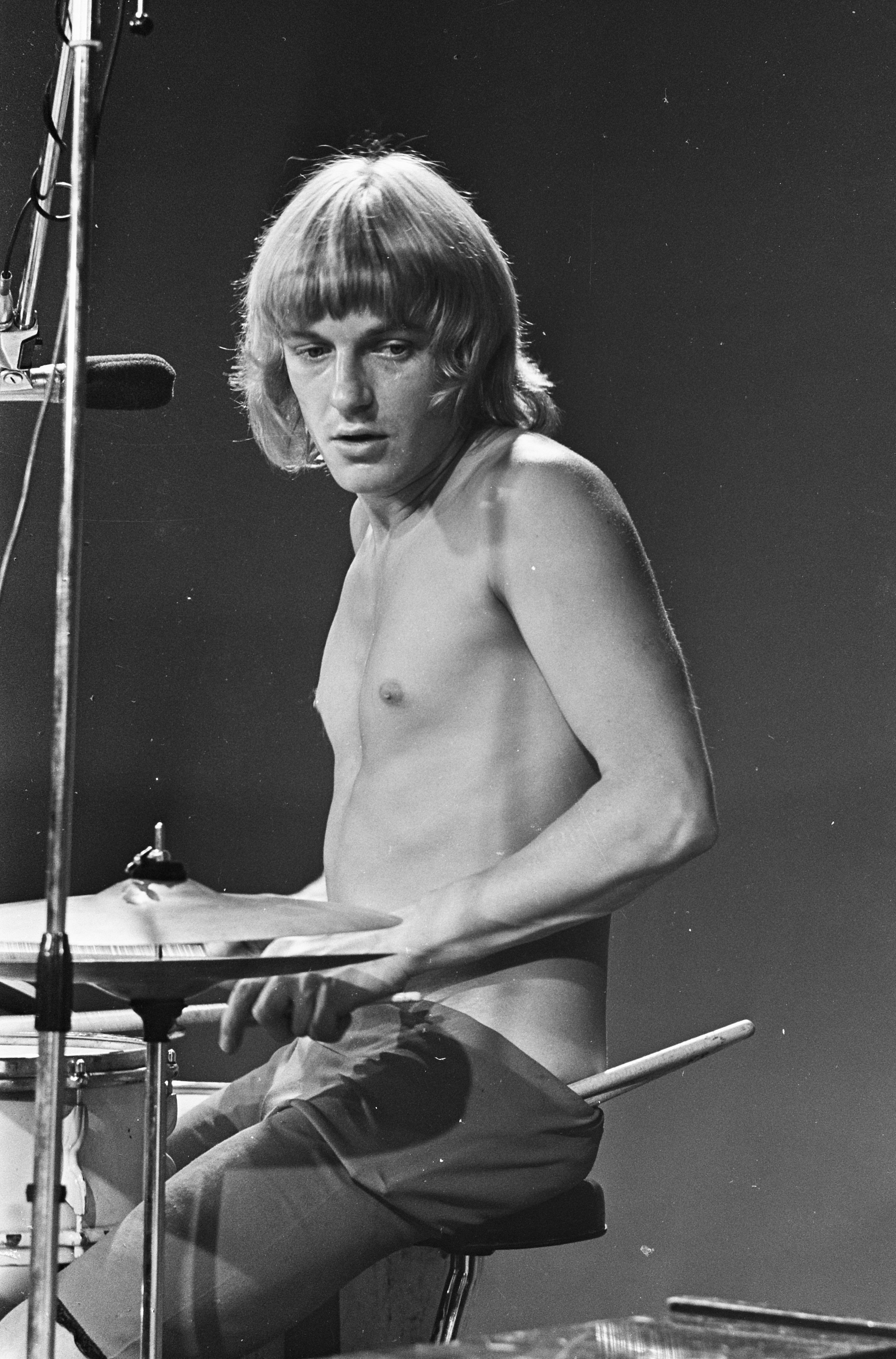
ロバート・ワイアット(Dr) 1967年

4人組で本格始動したバンドは、ロンドンのUFOクラブを拠点にヨーロッパ各地で精力的に演奏活動を行いつつ独自の音楽を模索していく。その音楽のかたちは、いわゆるサイケデリック・ポップとも呼べるものだった。ロンドンのサイケデリック・シーンで注目を浴びるようになった彼等は同じくUFOクラブを中心に活動していたピンク・フロイドやジミ・ヘンドリックスらとも交流を持つようになり、ステージを共にすることもあった。1967年、パリ公演からの帰途、アレンがビザの期限切れを理由にイギリスへの入国許可が下りず離脱した。
この後、3人となったメンバーはギタリストを補充せずキーボード・トリオとして活動する。アレンの抜けた穴を埋めるためであろうか、ラトリッジのかねてからのジャズ志向のためか、この頃から彼の弾くオルガンの音をファズをかけて歪ませるようになる。このような音色はいわゆるサイケデリックに分類されていた彼等の当時の音楽に、モノクロームな色彩を与えるようになる。これがカンタベリー系と呼ばれる音楽の一つの指標ともなっていく。
3人は、ジミ・ヘンドリックスのアメリカ長期ツアーに帯同。ツアー途中の1968年、ニューヨークにてデビュー・アルバム『ソフト・マシーン』を制作する。この頃のステージで、後にポリスのメンバーとなるギタリスト、アンディ・サマーズをアレンの代役に起用している。デビュー・アルバムは評判が良く、レーベルは次回作の制作を打診するが、当のメンバーは余りにも長きにわたったツアーに疲れ果て、バンドはほとんど解散状態にあった。そんな状況に嫌気のさしたエアーズは、地中海に浮かぶバレアレス諸島のイビサ島へと移住して脱退する。
活動再開を期したメンバーは、ワイルド・フラワーズを辞めた旧友ヒュー・ホッパーを新しいベーシストに加えトリオ編成となり、1969年にセカンド・アルバム『ヴォリューム2』を制作(ホッパーの兄、ブライアンもホーン奏者としてアルバムに参加)。ジャズ志向が強く、実験音楽などにも造詣の深いアヴァンギャルドな感性の持ち主・ホッパーの加入により、バンドはアレン＝エアーズ主導時代のサイケ・ポップ路線から、ホッパー＝ラトリッジ主導のジャズ・ロック路線へと変革を遂げていく。

### ジャズ・ロック期（1970年 - 1972年）

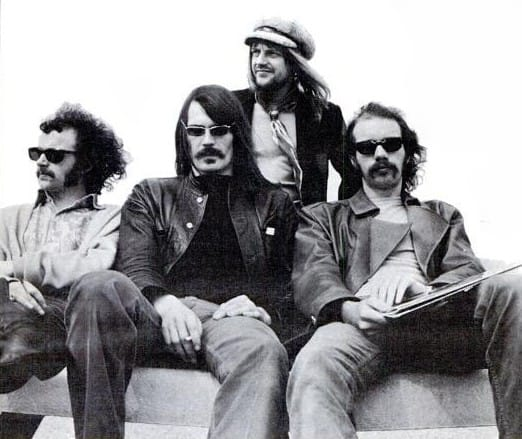
ジャズ・ロック期のラインナップ（1970年、左からEディーン、Mラトリッジ、Rワイアット、Hホッパー

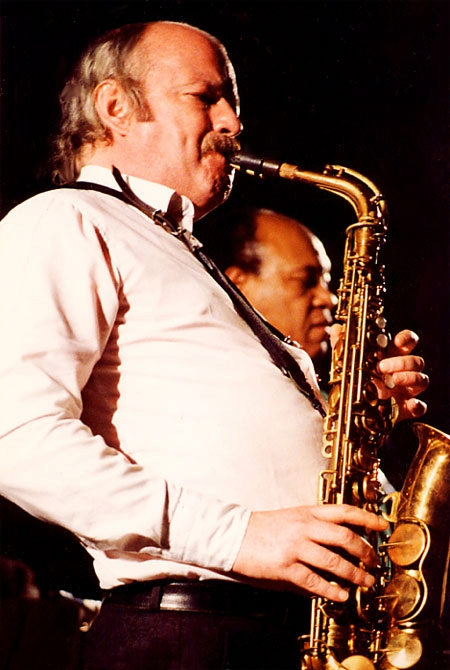
エルトン・ディーン(Sax) 1977年

独自のジャズ・ロックを模索し、新たにホーン奏者を探していたバンドは、当時キース・ティペット・グループ (KTG)に在籍していたエルトン・ディーン (アルト・サックス、サクセロ)と出会う。彼を筆頭にKTGのジミー・ヘイスティングス、マーク・チャリグ、ラブ・スポール、ニック・エヴァンス、リン・ドブソンが参加してバンドは一気に大所帯の8人編成となり、1970年に3枚目のアルバム『3』を制作。しかし経済上の理由でホーン奏者はディーン1人となり、バンドはカルテット編成に落ち着く。
そして1971年、4枚目のアルバム『4』を制作。ディーンの加入で音楽性は更にジャズ色を強めて行くことになるが、それと引き換えに、元々アレンの影響でエピキュリアン的な感性を持っていたワイアットは、徐々にシリアスなジャズへと向かっていくバンドの中で存在感が薄れていく。彼のボーカル曲も『3』に収録された「Moon in June」が最後となり、バンドは完全にインストゥルメンタル・グループと化す。ワイアットの居場所はますます狭められることとなり、彼はこの年のうちに脱退した。
後任のドラマーにはディーンのバンド・メイト、フィル・ハワードが参加し、5枚目のアルバム『5』の制作を開始する。しかし、この頃からより先鋭的なフリー・ジャズ化を志向するディーン&ハワードと、譜面化されたジャズ・ロックを志向するホッパー&ラトリッジとの間に軋轢が生まれるようになる。その結果、ハワードはアルバム制作中にバンドを脱退。次のドラマーとしてイアン・カーの率いるジャズ・ロック・バンド、ニュークリアスからジョン・マーシャルが加入し、アルバムは完成する。時を同じくして、自分のバンド活動を優先させるためにディーンも脱退する。なお、今日では『3』の発表された1970年から『5』発表の1972年までの時期の様々な音源が発掘され日の目を見ていることからも、この頃をバンドの最盛期とする見解がある。

### ジャズ・フュージョン期（1973年 - 1984年）

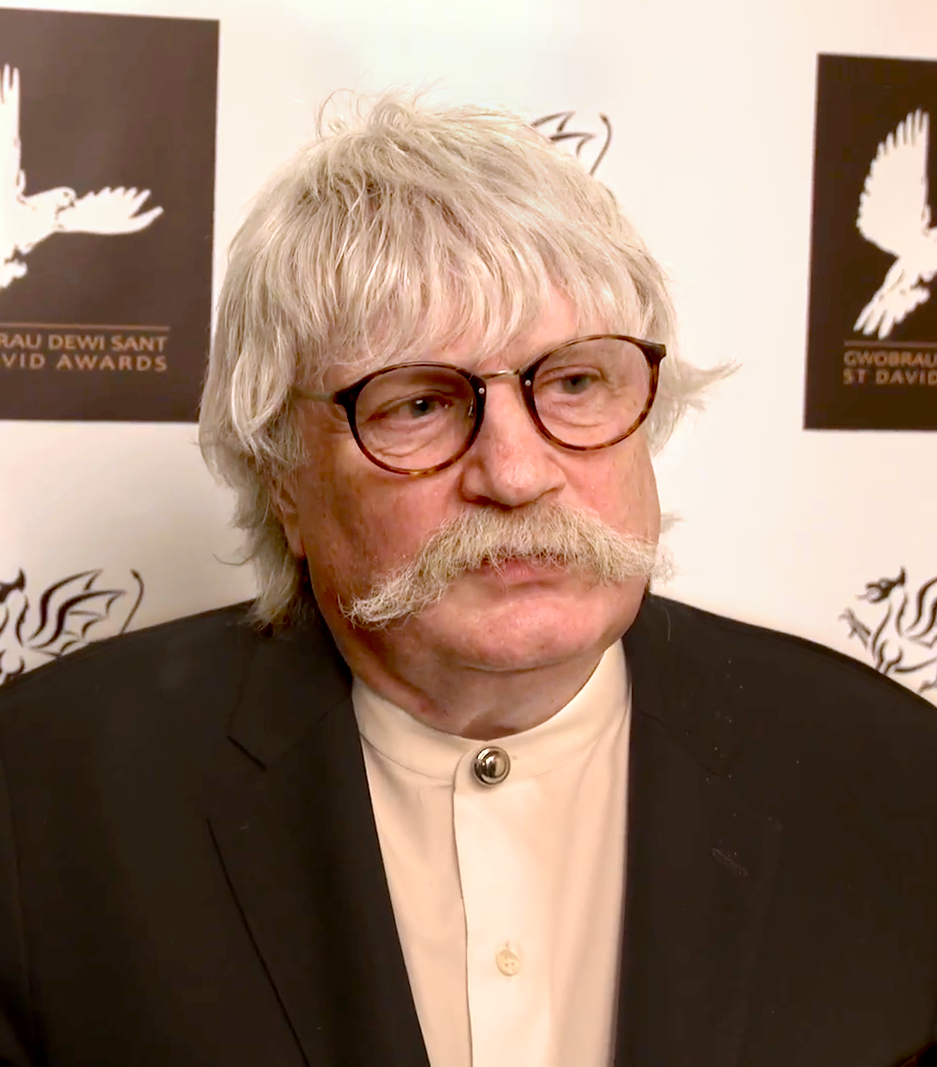
カール・ジェンキンス (2017年)

脱退したディーンに代わって、マーシャルと同じくニュークリアスから転籍したのがカール・ジェンキンス (オーボエ、サックス、キーボード)である。ディーンのフリー・ジャズ的かつスポンティニアスなインプロヴィゼーションとは異なり、ジェンキンスのプレイはスコアとアンサンブルを重視したものであり、その影響でバンドの音楽性は洗練された都会的な雰囲気を醸し出すようになる。また、彼のペンになる曲はミニマル・ミュージックの影響からかリズムやフレーズの反復を多用し、幻想的な音像を提示するようになる。フリー・ジャズへの接近が目立っていたディーン時代と比べ、聴きやすいジャズ・ロックへと向かってジェンキンスがイニシアティヴを握るようになっていく。ラトリッジもこの動きに追随するが、フリー志向のホッパーには物足りなかったようで、彼は1973年の『6』制作終了後に脱退する。
後任のベーシストには、かつて『4』にてゲストとしてダブルベースを演奏した、ニュークリアス出身のロイ・バビントンが就く。ここに於いてオリジナル・メンバーはラトリッジのみ、残りはニュークリアス組が占めることになり、この4人編成で『6』と同じく1973年に『7』を制作発表。この時点でラトリッジの志向するジャズ・ロックと、ジェンキンスの志向するミニマリズムとが拮抗・均衡し、独特の音世界が提示されていた。また、オルガンや電子ピアノのほか、シンセサイザーが導入されたこともバンドの音の質的変化を促した。

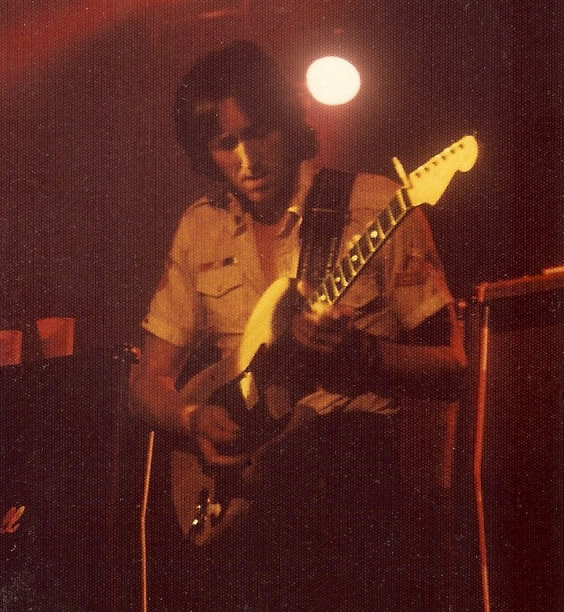
アラン・ホールズワース(G) 1978年

そして、1975年に発表された『収束』に於いて、バンドはアレン脱退以来のギタリスト、アラン・ホールズワース (ニュークリアス、テンペスト)を加える。このホールズワースのギターによってバンドはフュージョン路線を進む。ファズ・オルガンよりも強い音圧を持つリード奏者が入ったことで、今度はラトリッジが脱退。ついにオリジナル・メンバーは完全に姿を消し、バンドはニュークリアス人脈によって乗っ取られた形になる。
ラトリッジ脱退を機にバンドは更にフュージョン路線を邁進。アルバム1枚のみで脱退したホールズワースに代わり、元ダリル・ウェイズ・ウルフのギタリスト、ジョン・エサリッジをメンバーに迎える。また、ホーン奏者としてアラン・ウェイクマンを加え、ジェンキンスはキーボード専任となる。この編成で1976年にバンドとしては実質ラストとなるスタジオ・アルバム『ソフツ』を制作・発表する。ジェンキンス流ジャズ・ロックの決定版とも呼べる後期の名作とも評価された。
しかしその後、バビントンが脱退。ブランドXのパーシー・ジョーンズが一時在籍したが、程なくアラン・ゴーウェンのバンド、ギルガメッシュからスティーヴ・クックが正式加入。ヴァイオリニストのリック・サンダースをメンバーに加えて行われた1977年のパリ公演を収録し、これまでのジャズ・ロックやフュージョンを更に超越し、半ばテクノにまで接近した感も抱かせるライブ・アルバム『アライヴ・アンド・ウェル（ライヴ・イン・パリ）』を発表した段階（1978年）で、バンドとしてのソフト・マシーンは実質的に終わっていた。
その3年後、1981年に発表されたラスト・アルバム『ランド・オブ・コケイン』に於いては、バンドのメンバーはジェンキンスとマーシャルの二人だけのユニット状態となっており、その他のパートは全員ゲスト参加という編成で制作されている。ジャズ系のプレイヤーを多数ゲストとして起用した豪華な内容のイージーリスニング・アルバムとなった。（ソフト・マシーン名義ながら、実質的ジェンキンスのソロ・プロジェクト）そして1984年を最後に活動が途絶える。
- ソフト・ヒープ / ソフト・ヘッド

1978年、本家のソフツとは別に、旧メンバーのエルトン・ディーンとヒュー・ホッパーは、ナショナル・ヘルスのアラン・ゴーウェン、ピップ・パイルというメンバーでスーパーグループを結成。メンバーの頭文字を組み合わせ「ソフト・ヒープ (Soft Heap)」と名乗る。その後メンバー交代を機に「ソフト・ヘッド (Soft Head)」と改名し、1982年頃まで断続的に活動した。

### その後のソフト・マシーン関連の活動（1985年 - 1998年）
ソフト・マシーンとしての活動がなくなった時期に、複数の旧メンバーが参加した活動として下記のものがある。
- アディエマス

1995年、ジェンキンスにラトリッジが呼応する形で、元ソフト・マシーンの2人によるアディエマス (Adiemus)が始動。アルバム『聖なる海の歌声』を発表した。ラトリッジはこのアルバムへの参加のみにとどまったが、以降、ジェンキンスがソロ・プロジェクトとして同名でアルバムをリリースし続けている。
- ブレインヴィル

1998年、ヒュー・ホッパーとデヴィッド・アレンが、ピップ・パイルとクレイマーを迎えて新たなスーパーグループのブレインヴィルを結成した。ライブでは初期ソフト・マシーン・ナンバーも演奏。その後、ドラムのクリス・カトラーとのトリオ編成によるブレインヴィル3としても活動した。

### ソフト・ウェア、ソフト・ワークス、ソフト・マシーン・レガシー（1999年 - 2015年）

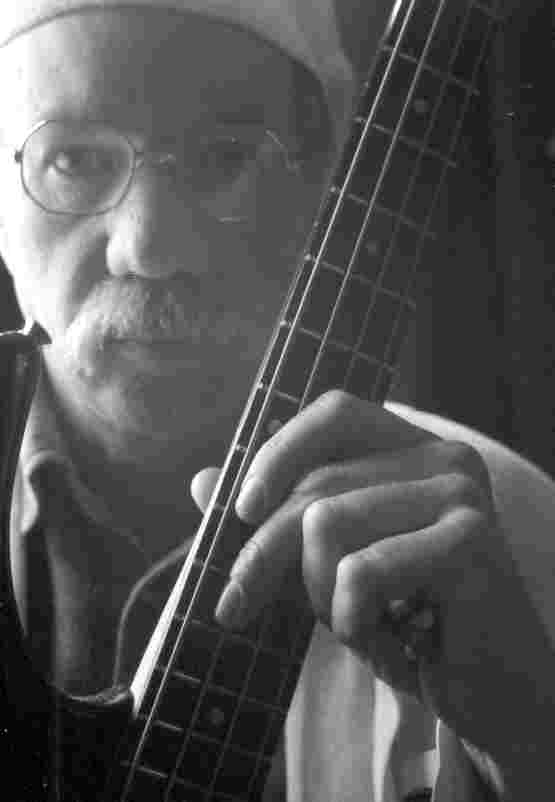
ヒュー・ホッパー(B) 2007年

1999年、エルトン・ディーン、ヒュー・ホッパー、ジョン・マーシャルの旧メンバーにキース・ティペットを加えた4人でプロジェクト「ソフト・ウェア (Soft Ware)」を開始。2002年まで活動する。
2003年には、キース・ティペットから旧メンバーのアラン・ホールズワースに交代し、新たに「ソフト・ワークス (Soft Works)」を結成。同年にアルバム『アブラカダブラ』を発表し、来日公演も実現。それに伴い、日本のインディ・レーベル「God Mountain」を主宰するホッピー神山と吉田達也らでコラボした、「ソフト・マウンテン (Soft Mountain)」名義によるセッションも行った。また翌2004年には、エルトン・ディーンとヒュー・ホッパーがフランスのミュージシャン2人とコラボした「ソフト・バウンズ (Soft Bounds)」名義のセッションライブも実施している。
その後、ホールズワースが脱退し、旧メンバーのジョン・エサリッジが加入。2004年からバンド名を「ソフト・マシーン・レガシー (Soft Machine Legacy)」と改名し、ライブを中心に活動を展開した。
2006年2月8日、エルトン・ディーンが死去。セオ・トラヴィスを新メンバーに迎えて活動を継続したが、さらなる2009年6月7日にヒュー・ホッパーが死去したことで活動が休止。その後、旧メンバーのロイ・バビントンを迎えてライブ活動を再開。
2015年3月、来日公演を開催。

### ソフト・マシーンの名跡を再興（2015年 - 現在）
2015年末、ソフト・マシーン・レガシーは、約30年ぶりにオリジナルの「ソフト・マシーン」名義に復帰する。ただし権利問題などがクリアになるまでは自粛し、本格始動までは時間を要した。

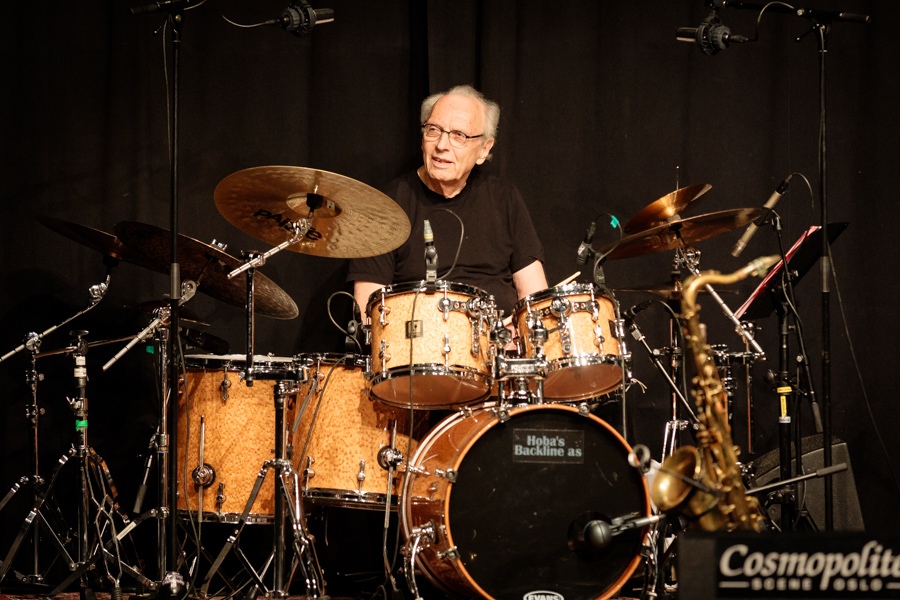
最も長く在籍したジョン・マーシャル(Dr) 2018年

2018年、ソフト・マシーン名義では38年ぶりとなる11thアルバム『ヒドゥン・ディテールズ -隠された真実-』を発表。同7月よりワールドツアーを開始し、来日公演も開催。このワールドツアーを目途に、バビントンとマーシャルは引退を表明した。
2020年、ジョン・マーシャルが暫く休養し、代役サポートにニック・フランスを迎えて、ケンブリッジ・ジャズ・フェスティバルに参加。そして引退を表明していたロイ・バビントンが、この年限りで降板する。後任には、過去にツアーサポートを務めた経歴があるフレッド・ベイカー（元イン・カフーツ）が翌2021年から参加した。
さらに2023年のアルバム『未知への扉』を置き土産にジョン・マーシャルも引退し、同年9月に死去。1970年代からの在籍メンバーはジョン・エサリッジだけとなる。入れ替わりにジャズ畑のドラマー アサフ・サーキスが新加入し、新体制のツアーを再開する。
2025年2月、1970年代まで最も携わった創設メンバーのマイク・ラトリッジが死去。

## メンバー
※2025年2月時点

### 現ラインナップ
- ジョン・エサリッジ (John Etheridge) - ギター (1975年 – 1978年、2015年 – )
- フレッド・ベイカー (Fred Thelonious Baker) - ベース (サポート2008年 – 2009年、正規2021年 – )
- セオ・トラヴィス (Theo Travis) - サクソフォーン、フルート、キーボード (2015年 – )
- アサフ・サーキス (Asaf Sirkis) - ドラムス (2023年 – )

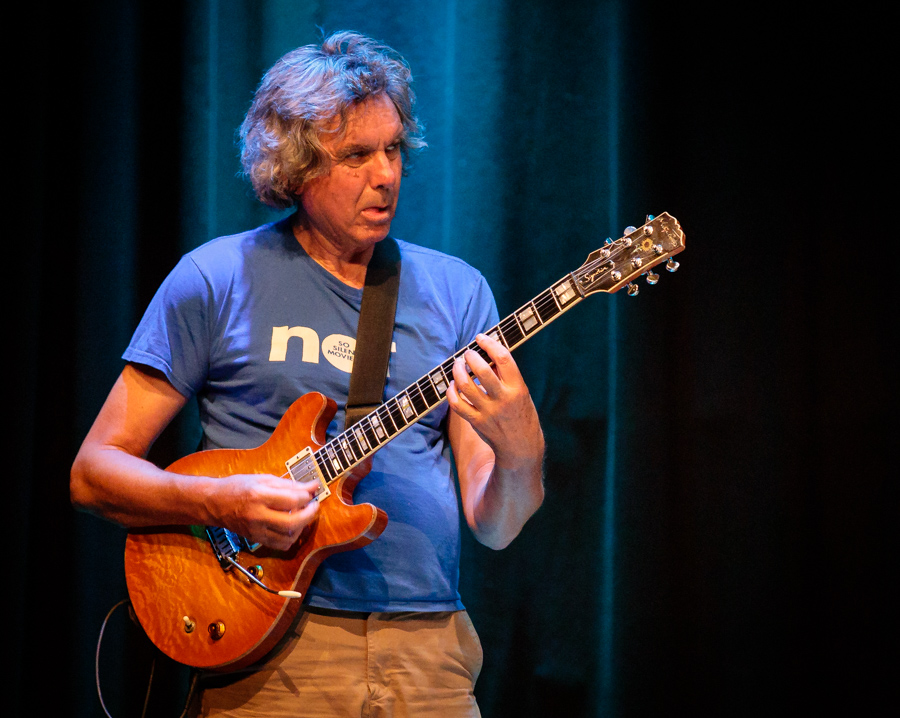
ジョン・エサリッジ(G) 2018年
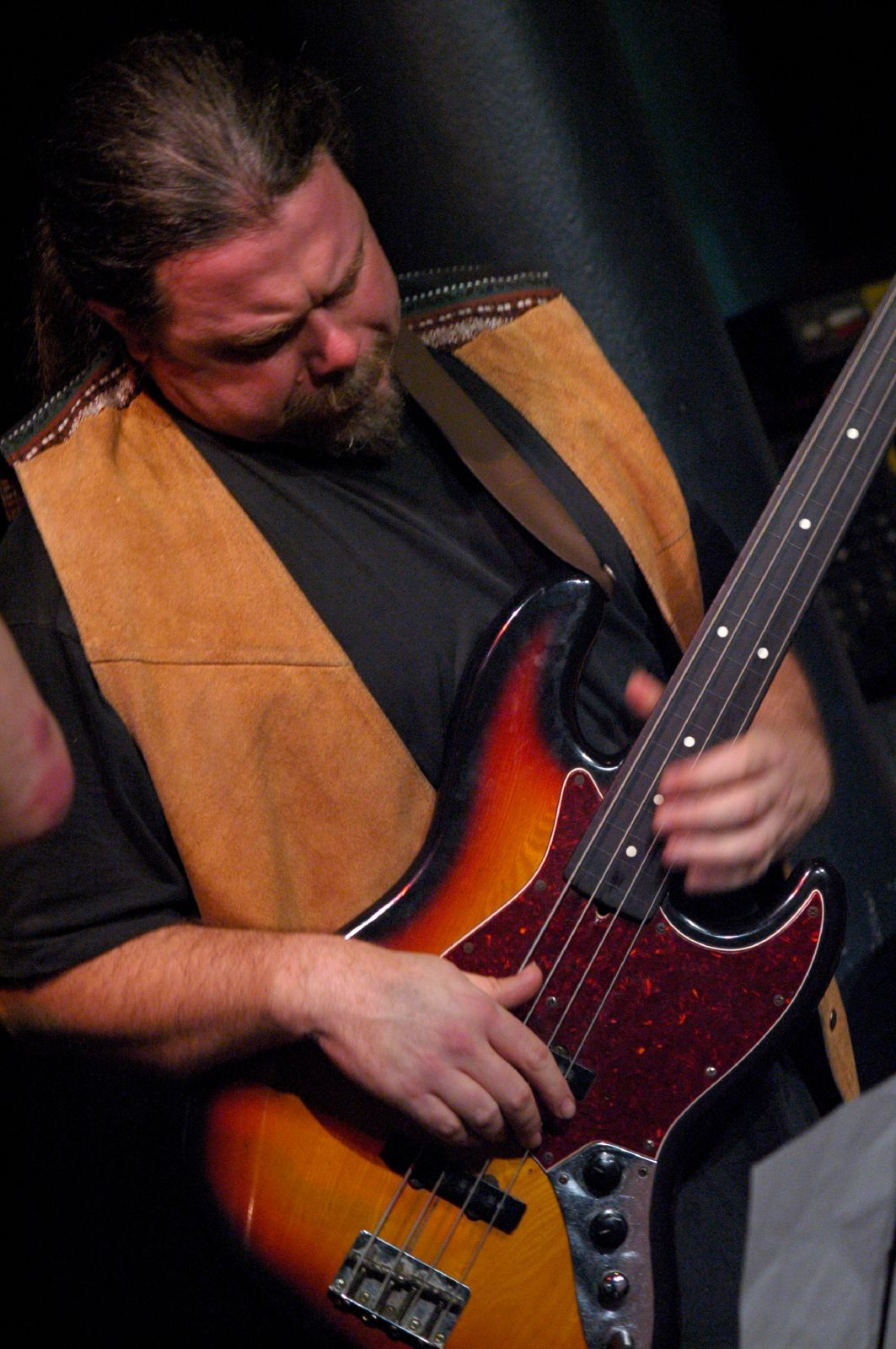
フレッド・ベイカー(B) 2007年
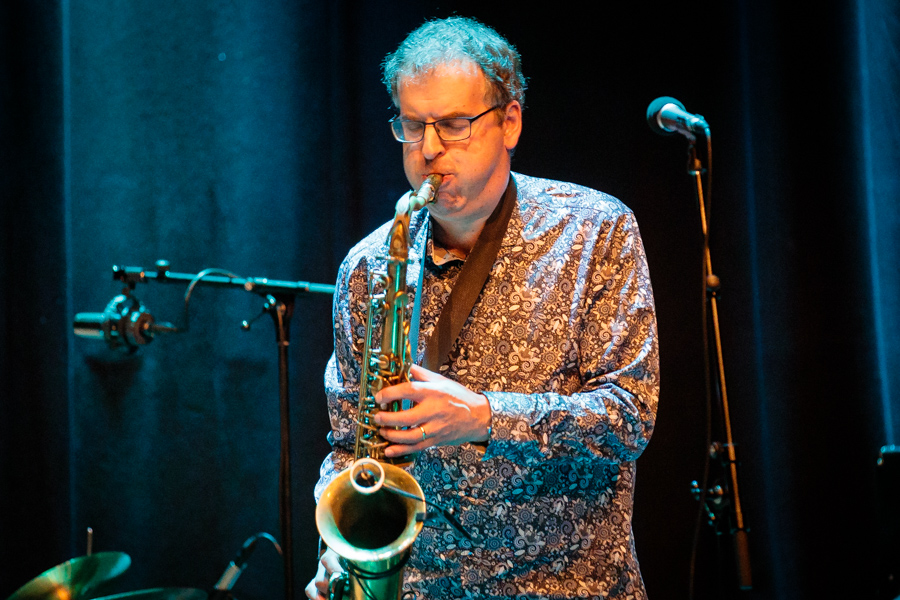
セオ・トラヴィス(Sax) 2018年
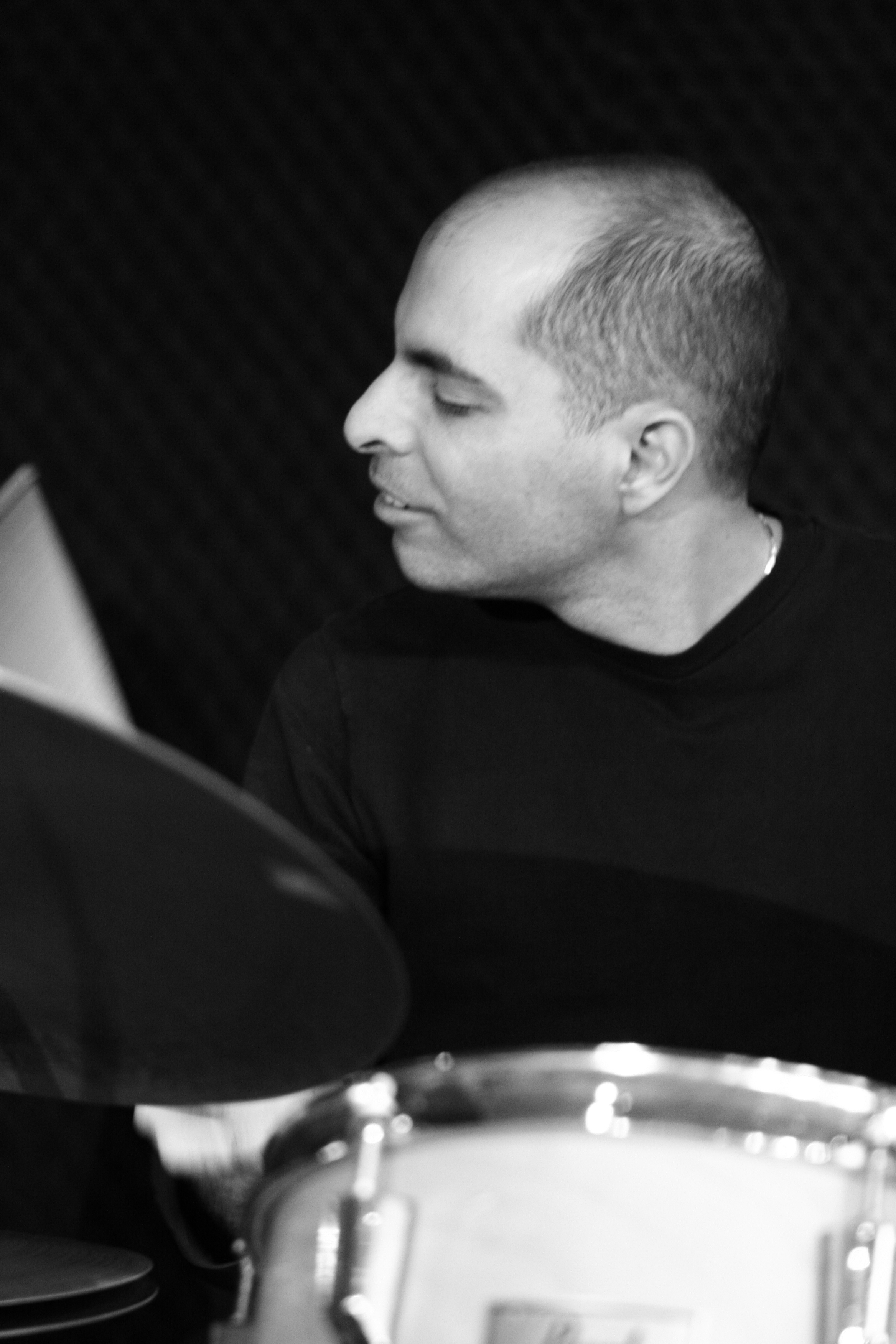
アサフ・サーキス(Dr) 2006年

### 旧メンバー
- デヴィッド・アレン (Daevid Allen) – ギター、ボーカル (1966年 – 1967年) ※2015年死去[20]
- ケヴィン・エアーズ (Kevin Ayers) – ベース、ボーカル (1966年 – 1968年) ※2013年死去[21]
- マイク・ラトリッジ (Mike Ratledge) – キーボード (1966年 – 1976年) ※2025年死去
- ロバート・ワイアット (Robert Wyatt) – ドラムス、ボーカル (1966年 – 1971年)
- アンディ・サマーズ (Andy Summers) – ギター(1968年)
- ヒュー・ホッパー (Hugh Hopper) – ベース、サクソフォーン、ギター (1968年 – 1973年) ※2009年死去
- エルトン・ディーン (Elton Dean) – サクソフォーン、キーボード (1969年 – 1972年) ※2006年死去
- リン・ドブソン (Lyn Dobson) – フルート、キーボード (1969年 – 1970年)
- マーク・チャリグ (Mark Charig) – コルネット (1969年)
- ニック・エヴァンス (Nick Evans) – トロンボーン (1969年)
- フィル・ハワード (Phil Howard) – ドラムス (1971年)
- ジョン・マーシャル (John Marshall) - ドラムス (1972年 – 1978年、1980年 – 1981年、1984年、2015年 – 2023年) ※2023年死去[22]
- カール・ジェンキンス (Karl Jenkins) – サクソフォーン、キーボード (1972年 – 1978年、1980年 – 1981年、1984年)
- ロイ・バビントン (Roy Babbington) - ベース (1973年 – 1976年、2015年 – 2020年)
- アラン・ホールズワース (Allan Holdsworth) – ギター (1973年 – 1975年) ※2017年死去[23]
- アラン・ウェイクマン (Alan Wakeman) – サクソフォーン (1976年)
- レイ・ウォーレイ (Ray Warleigh) – サクソフォーン (1976年、1984年) ※2015年死去
- リック・サンダース (Ric Sanders) – ヴァイオリン (1976年 – 1978年)
- パーシー・ジョーンズ (Percy Jones) – ベース (1976年 – 1977年)
- スティーヴ・クック (Steve Cook) – ベース (1977年 – 1978年)
- ポール・カーマイケル (Paul Carmichael) – ベース (1984年)
- デイヴ・マクレエ (Dave MacRae) – キーボード (1984年)

## 派生グループ

### ソフト・ヒープ / ソフト・ヘッド
- ヒュー・ホッパー (Hugh Hopper) – ベース、サクソフォーン、ギター (1978年 – 1979年) ※2009年死去
- エルトン・ディーン (Elton Dean) – サクソフォーン、キーボード (1978年 – 1982年) ※2006年死去
- アラン・ゴーウェン (Alan Gowen) – キーボード (1978年 – 1981年) ※1981年死去
- ピップ・パイル (Pip Pyle) – ドラムス (1978年)
- デイヴ・シーン (Dave Sheen) – ドラムス (1978年 – 1982年)
- ジョン・グリーヴス (John Greaves) – ベース (1979年 – 1982年)
- マーク・ヒウィンズ (Mark Hewins) – ギター (1981年 – 1982年)

### ソフト・ウェア / ソフト・ワークス / ソフト・マシーン・レガシー
- ヒュー・ホッパー (Hugh Hopper) – ベース、サクソフォーン、ギター (1999年 – 2009年) ※2009年死去
- エルトン・ディーン (Elton Dean) – サクソフォーン、キーボード (1999年 – 2006年) ※2006年死去
- ジョン・マーシャル (John Marshall) – ドラムス (1999年 – 2015年)
- キース・ティペット (Keith Tippett) – キーボード (1999年 – 2002年) ※2020年死去
- アラン・ホールズワース (Allan Holdsworth) – ギター (2002年 – 2004年) ※2017年死去
- ジョン・エサリッジ (John Etheridge) - ギター (2004年 – 2015年)
- セオ・トラヴィス (Theo Travis) – サクソフォーン、フルート、キーボード (2006年 – 2015年)
- ロイ・バビントン (Roy Babbington) – ベース (2009年 – 2015年)

### ソフト・マウンテン
- ヒュー・ホッパー (Hugh Hopper) – ベース (2003年) ※2009年死去
- エルトン・ディーン (Elton Dean) – サクソフォーン (2003年) ※2006年死去
- ホッピー神山 - キーボード (2003年)
- 吉田達也 - ドラムス (2003年)

### ソフト・バウンズ
- ヒュー・ホッパー (Hugh Hopper) – ベース (2004年) ※2009年死去
- エルトン・ディーン (Elton Dean) – サクソフォーン (2004年) ※2006年死去
- ソフィア・ドマンシッチ (Sophia Domancich) – キーボード (2004年)
- シモン・グーベール (Simon Goubert) – ドラムス (2004年)

## ディスコグラフィ

### オリジナル・アルバム
- 『ソフト・マシーン』 - The Soft Machine（1968年） ※旧邦題『アート・ロックの彗星』
- 『ヴォリューム2』 - Volume Two（1969年）
- 『3』 - Third（1970年）
- 『4』 - Fourth（1971年） ※旧邦題『フォース』
- 『5』 - Fifth（1972年）
- 『6』 - Six（1973年）
- 『7』 - Seven（1973年）
- 『収束』 - Bundles（1975年） ※旧邦題『バンドルズ』
- 『ソフツ』 - Softs（1976年）
- 『ランド・オブ・コケイン』 - Land of Cockayne（1981年）
- 『ヒドゥン・ディテールズ -隠された真実-』 - Hidden Details（2018年）
- 『未知への扉』 - Other Doors（2023年）

### ライブ・アルバム
- 『アライヴ・アンド・ウェル（ライヴ・イン・パリ）』 - Alive & Well: Recorded in Paris（1978年） ※1977年7月収録
- 『ライブ・アット・ザ・プロムス』 - Live at the Proms 1970（1988年） ※1970年8月収録
- 『ライヴ・イン・コンサート 71』 - Soft Machine & Heavy Friends - BBC In Concert（1993年） ※1971年3月収録
- 『ソフト・ステージ』 - Soft Stage - BBC In Concert 1972（1994年） ※1972年6月収録
- 『ライヴ・アット・ザ・パラディーソ』 - Live At The Paradiso 1969（1996年） ※1969年3月収録
- 『ヴァーチャリー』 - Virtually（1998年） ※1971年3月収録
- 『ノイゼット』 - Noisette（2000年） ※1970年1月収録
- 『バックワーズ』 - Backwards（2002年） ※1969年11月・1970年5月収録
- 『フェイスリフト』 - Facelift（2002年） ※1970年4月収録
- 『ライヴ・イン・ソーホー』 - Somewhere in Soho（2004年） ※1970年4月収録
- 『ブレダ・リアクター 1970』 - Breda Reactor（2005年） ※1970年1月収録
- 『ブリティッシュ・ツアー‘75』 - British Tour ´75（2005年） ※1975年10月収録
- 『ミドル・アース・マスターズ』 - Middle Earth Masters（2006年） ※1967年9月-1968年5月収録
- 『グライズ』 - Grides（2006年） ※1970年10月収録
- 『流浪の世界-「収束」ライヴ 1975』 - Floating World Live（2006年） ※1975年1月収録。旧邦題『フローティング・ワールド・ライヴ』
- 『ドロップ-「5」ライヴ 1971』 - Drop（2008年） ※1971年11月収録
- 『ライヴ・イン・パリ 1972』 - Live in Paris（2008年） ※1972年5月収録
- 『ライヴ・イン・ノルウェー 1971』 - Live at Henie Onstad Art Centre 1971（2009年） ※1971年2月収録
- 『ジャズ・ワークショップ コンサート・イン・ハンブルグ』 - NDR Jazz Workshop Hamburg, Germany（2010年） ※1973年5月収録
- 『ライヴ・イン・スイス 1974』 - Switzerland 74（2015年） ※1974年7月収録
- 『ライヴ・アット・ザ・ベイクドポテト2019』 - Live At The Baked Potato (2020年、Tonefloat) ※2019年2月収録

### コンピレーション・アルバム
- Jet Propelled Photographs（1972年） ※1967年・オリジナル・ラインナップによるデモ音源
- Triple Echo（1977年） ※ベスト盤
- The Peel Sessions（1990年） ※1967年から1971年の録音
- 『ラバー・リフ』 - Rubber Riff（1994年） ※1975年録音・ジェンキンス作曲によるTV用音源
- 『スペースド』 - Spaced（1996年） ※1969年録音
- 『ターンズ・オン(1)』 - Turns On Volume 1（2001年） ※1967年4月から12月のデモ音源
- 『ターンズ・オン(2)』 - Turns On Volume 2（2001年） ※1967年11月から1968年8月のデモ音源
- 『BBC・ラディオ1967-71』 - BBC Radio 1967-1971（2003年）
- 『BBC・ラディオ1971-74』 - BBC Radio 1971-1974（2003年）

### 派生グループ作品

#### ソフト・ヒープ / ソフト・ヘッド
オリジナル・アルバム
- 『ソフト・ヒープ』 - Soft Heap（1979年）

ライブ / コンピレーション
- 『ローグ・エレメント』 - Rogue Element（1978年） ※ソフト・ヘッド名義
- A Veritable Centaur（1996年）
- 『アルデンテ』 - Al Dente（2008年）

#### ソフト・ワークス / ソフト・マシーン・レガシー
オリジナル・アルバム
- 『アブラカダブラ』 - Abracadabra（2003年） ※ソフト・ワークス名義
- 『ソフト・マシーン・レガシー』 - Soft Machine Legacy（2006年）
- 『スティーム』 - Steam（2007年）
- 『バーデン・オブ・プルーフ』 - Burden of Proof（2013年）

ライブ・アルバム
- 『ライヴ・イン・ザーンダム2005』 - Live in Zaandam（2005年）
- Live at the New Morning（2006年）
- 『ライヴ・アドヴェンチャーズ 2010』 - Live Adventures（2010年）

#### ソフト・マウンテン
セッション・アルバム
- 『ソフト・マウンテン』 - Soft Mountain（2006年） ※2003年収録

#### ソフト・バウンズ
セッション・アルバム
- Live At Le Triton 2004（2005年） ※2004年収録